# Municipio de Beaver (condado de Crawford)
El municipio de Beaver (en inglés: Beaver Township) es un municipio ubicado en el condado de Crawford en el estado estadounidense de Pensilvania. En el año 2000 tenía una población de 903 habitantes y una densidad poblacional de 9 personas por km².

## Geografía
El municipio de Beaver se encuentra ubicado en las coordenadas 41°50′00″N 80°30′59″O / 41.83333, -80.51639.

## Demografía
Según la Oficina del Censo en 2000 los ingresos medios por hogar en la localidad eran de $26,818 y los ingresos medios por familia eran de $28,750. Los hombres tenían unos ingresos medios de $25,000 frente a los $17,604 para las mujeres. La renta per cápita de la localidad era de $14,913. Alrededor del 20,9% de la población estaba por debajo del umbral de pobreza.